# Lužecká rovina
Lužecká rovina je geomorfologický okrsek v severozápadní části Mělnické kotliny, ležící v okresech Mělník Středočeského kraje a Litoměřice Ústeckého kraje.

## Poloha a sídla
Území okrsku se nachází mezi obcemi Dolní Beřkovice (na severovýchodě), Kostomlaty pod Řípem (na severozápadě), Vraňany (na jihozápadě), Lužec nad Vltavou (na jihu) a Hořín (na jihovýchodě), které většinově do okrsku zasahují. Kolem celé východní hranicí okrsku leží okresní město Mělník. Zcela uvnitř okrsku leží obce Cítov, Hořín a Býkev.

## Geomorfologické členění
Okrsek Lužecká rovina (dle značení Jaromíra Demka VIB–3C–1) náleží do celku Středolabská tabule a podcelku Mělnická kotlina.
Členění Balatky a Kalvody neuvádí okrsek Lužecká rovina, nýbrž Lužecká kotlina, který je územně rozsáhlejší a člení se na podokrsky Vraňanská kotlina, Cítovská terasa a Dřínovská rovina.
Demkova Lužecká rovina sousedí na východě a jihu s dalším okrskem Středolabské tabule, Labsko-vltavskou nivou, na severu a západě s celkem Dolnooharská tabule.

## Významné vrcholy
- Jenišovický vrch (188 m)